# Sista tangon i Paris
Sista tangon i Paris (originaltitel: Ultimo tango a Parigi) är en fransk-italiensk film från 1972 i regi av Bernardo Bertolucci. Rollerna spelas av bland andra Marlon Brando och Maria Schneider. Filmen hade världspremiär på New Yorks filmfestival den 14 oktober 1972, släpptes i Frankrike och Italien 15 december 1972, och hade svensk premiär 17 mars 1973.
Sista tangon i Paris var en kontroversiell film, en skandalsuccé, och blev Maria Schneiders stora genombrott.

## Utmärkelser
Marlon Brando nominerades för en Oscar för bästa huvudroll och Bertolucci nominerades för bästa regi.

## Rollista (i urval)
| Marlon Brando      | – Paul        |
| Maria Schneider    | – Jeanne      |
| Jean-Pierre Léaud  | – Thomas      |
| Massimo Girotti    | – Marcel      |
| Veronica Lazar     | – Rosa        |
| Maria Michi        | – Rosas mamma |
| Catherine Allégret | – Catherine   |
| Darling Légitimus  | – Dörrvakten  |